# Revolta cibernètica

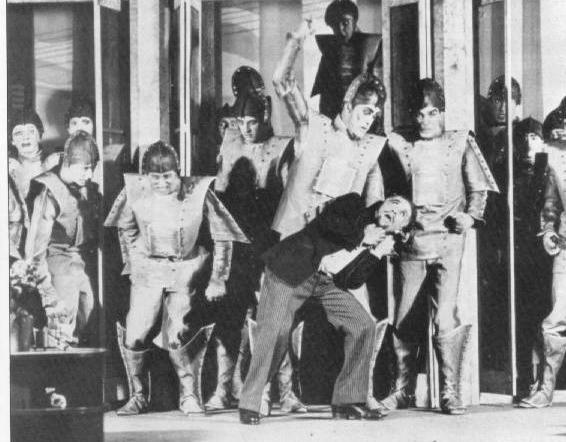
Els robots revolten a RUR, una obra txeca de 1920 traduïda com "Rossum's Universal Robots"

Una revolta cibernètica de la IA és un escenari imaginat en què la intel·ligència artificial (IA) emergeix com la forma dominant d'intel·ligència a la Terra i els programes informàtics o els robots prenen efectivament el control del planeta lluny de l'espècie humana, que es basa en la intel·ligència humana. Els possibles escenaris inclouen la substitució de tota la força de treball humana a causa de l'automatització, la presa de possessió per una superintel·ligència artificial (ASI) i la noció d'un aixecament de robots. Les històries d'adquisicions d'IA han estat populars a tota la ciència-ficció, però els avenços recents han fet que l'amenaça sigui més real. Algunes personalitats públiques, com Stephen Hawking i Elon Musk, han defensat la recerca de mesures de precaució per garantir que les futures màquines superintel·ligents romanguin sota control humà.

## Tipus

### Automatització de l'economia
El consens tradicional entre els economistes ha estat que el progrés tecnològic no provoca atur de llarga durada. No obstant això, la innovació recent en els camps de la robòtica i la intel·ligència artificial ha despertat la preocupació que el treball humà quedi obsolet, deixant algunes persones de diversos sectors sense feina per guanyar-se la vida, provocant una crisi econòmica. Moltes empreses petites i mitjanes també poden quedar fora del negoci si no poden permetre's ni llicència per a l'última tecnologia robòtica i d'IA, i és possible que hagin de centrar-se en àrees o serveis que no es poden substituir fàcilment per a una viabilitat continuada davant d'aquesta tecnologia.

### Tecnologies que poden desplaçar treballadors
Les tecnologies d'IA s'han adoptat àmpliament en els últims anys. Tot i que aquestes tecnologies han substituït alguns treballadors tradicionals, també creen noves oportunitats. Les indústries que són més susceptibles a la presa de control de la IA inclouen el transport, la venda al detall i l'exèrcit. Les tecnologies militars d'IA, per exemple, permeten als soldats treballar de forma remota sense risc de lesions. Un estudi realitzat el 2024 destaca que la capacitat de l'IA per fer tasques rutinàries i repetitives comporta riscos significatius de desplaçament de llocs de treball, especialment en sectors com la fabricació i el suport administratiu. L'autor Dave Bond argumenta que, a mesura que les tecnologies d'IA es continuen desenvolupant i expandint, la relació entre humans i robots canviarà; s'integraran estretament en diversos aspectes de la vida. La intel·ligència artificial probablement desplaçarà alguns treballadors alhora que crea oportunitats per a nous llocs de treball en altres sectors, especialment en camps on les tasques són repetibles.

### Fabricació integrada per ordinador
La fabricació integrada per ordinador utilitza ordinadors per controlar el procés de producció. Això permet als processos individuals intercanviar informació entre ells i iniciar accions. Encara que la fabricació pot ser més ràpida i menys propensa a errors mitjançant la integració d'ordinadors, el principal avantatge és la capacitat de crear processos de fabricació automatitzats. La fabricació integrada per ordinador s'utilitza a les indústries de l'automoció, l'aviació, l'espai i la construcció naval.

### Màquines de coll blanc
El segle XXI ha vist una varietat de tasques especialitzades parcialment assumides per màquines, com ara la traducció, la investigació jurídica i el periodisme. Els robots també han començat a fer tasques de cura, entreteniment i altres tasques que requereixen empatia, que abans es pensava que no es podia automatitzar.

### Cotxes autònoms
Un cotxe autònom és un vehicle capaç de detectar el seu entorn i navegar sense intervenció humana. S'estan desenvolupant molts d'aquests vehicles, però a partir del maig de 2017, els cotxes automatitzats permesos a la via pública encara no són totalment autònoms. Tots requereixen un conductor humà al volant que en qualsevol moment pugui prendre el control del vehicle. Entre els obstacles per a l'adopció generalitzada dels vehicles autònoms hi ha la preocupació per la pèrdua de llocs de treball relacionats amb la conducció a la indústria del transport per carretera. El 18 de març de 2018, el primer humà va ser assassinat per un vehicle autònom a Tempe, Arizona, per un cotxe autònom d'Uber.

### Contingut generat per IA
L'ús de contingut automatitzat ha esdevingut rellevant des dels avenços tecnològics en models d'intel·ligència artificial com ara ChatGPT, DALL-E i Stable Diffusion. En la majoria dels casos, el contingut generat per IA, com ara imatges, literatura i música, es produeix mitjançant indicacions de text i aquests models d'IA s'han integrat en altres programes creatius. Els artistes es veuen amenaçats pel desplaçament del contingut generat per IA a causa d'aquests models que mostren altres obres creatives, produint resultats de vegades indiscernibles als del contingut creat per l'home. Aquesta complicació s'ha estès prou allà on altres artistes i programadors estan creant programari i programes d'utilitat per prendre represàlies contra aquests models de text a imatge perquè donen resultats precisos. Tot i que algunes indústries de l'economia es beneficien de la intel·ligència artificial a través de nous llocs de treball, aquest problema no crea nous llocs de treball i amenaça completament la substitució. Recentment ha fet titulars públics als mitjans de comunicació: el febrer de 2024, Willy's Chocolate Experience a Glasgow, Escòcia, va ser un esdeveniment infantil infame en què les imatges i els guions es van crear utilitzant models d'intel·ligència artificial per a consternació dels nens, pares i actors implicats. Hi ha una demanda en curs contra OpenAI del New York Times on s'afirma que hi ha una infracció dels drets d'autor a causa dels mètodes de mostreig que utilitzen els seus models d'intel·ligència artificial per a les seves sortides.